# Grou-da-manchúria
O grou-da-manchúria ou grou-japonês (Grus japonensis) é uma espécie de grou da Ásia Oriental pertencente à família Gruidae, da ordem dos gruiformes. É uma espécie ameaçada de extinção.
Na cultura asiática são aves associadas à sorte e ao amor.

## Características

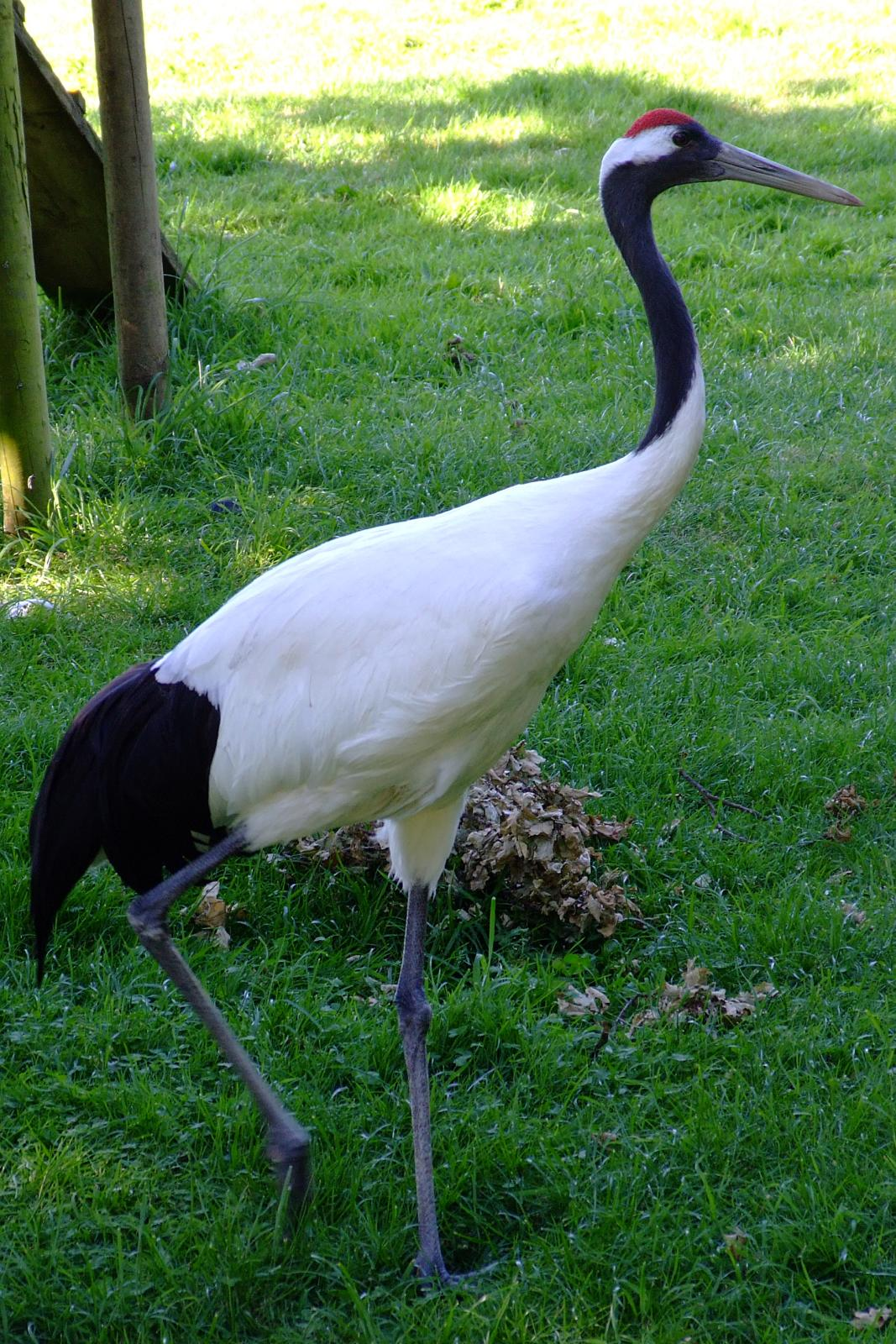
Em Marwell Wildlife, Inglaterra

Os grous-da-manchúria adultos são identificados por um pedaço de pele vermelha nua na coroa, que se torna mais brilhante durante a época de acasalamento. No geral, eles são de cor branca como a neve com preto nas asas secundárias, que podem parecer quase como uma cauda preta quando os pássaros estão em pé, mas as penas reais da cauda são realmente brancas. Os machos são pretos nas bochechas, garganta e pescoço, enquanto as fêmeas são cinza perolado nesses pontos. O bico é verde-oliva a chifre esverdeado, as pernas são de ardósia a preto acinzentado e a íris é marrom escura.
Esta espécie está entre os maiores e mais pesados grous, normalmente medindo cerca de 150 a 158 cm de altura e 101,2–150 cm de comprimento (do bico para a ponta da cauda). Na grande envergadura, o grou-da-manchúriavmede 220–250cm. O peso corporal típico pode variar de 4,8 a 10,5 kg, com os machos sendo ligeiramente maiores e mais pesados que as fêmeas e o peso variando mais rapidamente antes da migração. Em média, é a espécie de grou mais pesada, embora tanto o Antigone antigone como o Grou-carunculado possam crescer mais alto e exceder esta espécie em medidas lineares.
Em média, os machos adultos de Hokkaido pesavam cerca de 8,2 kg e as fêmeas adultas em média cerca de 7,3 kg, enquanto um estudo russo descobriu que os machos pesavam em média 10 kg e as fêmeas 8,6 kg; em alguns casos, as fêmeas podem superar seus companheiros apesar do peso corporal médio ligeiramente maior dos machos. Outro estudo descobriu que o peso médio das espécies era de 8,9 kg. O peso máximo conhecido do grou-da-manchúria é de 15 kg.  Entre as medidas padrão, a corda da asa mede 50,2–74 cm, o culmen exposto mede 13,5–17,7 cm, o comprimento da cauda é 21,5–30 cm, e o tarso mede 23,7-31,9 cm.

## Ecologia e comportamento

### Dieta

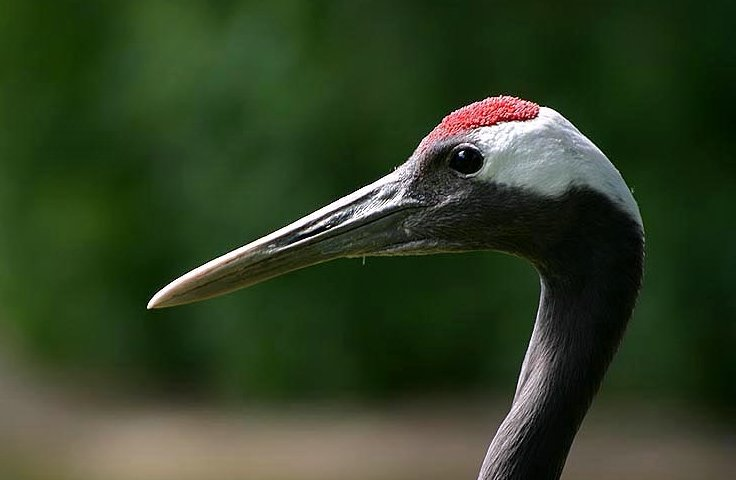
Cabeça e parte superior do pescoço

Os grous-da-manchúria têm uma dieta altamente onívora, embora as preferências alimentares não tenham sido totalmente estudadas. Eles comem arroz, salsa, cenoura, redbuds, bolotas , trigo sarraceno e uma variedade de plantas aquáticas. A matéria animal em sua dieta consiste em peixes, incluindo carpas e peixinhos dourados, anfíbios , especialmente salamandras, caracóis, caranguejos, libélulas, pequenos répteis, camarões, pequenos mamíferos como roedores e pequenas aves, como patinhos. Eles parecem preferir uma dieta carnívora, embora o arroz agora seja essencial para a sobrevivência das aves invernantes no Japão e as sementes de grama sejam outra importante fonte de alimento. Embora todos os grous sejam onívoros, segundo Johnsgard , as duas espécies de grous mais comuns hoje (o grou-canadiano e o grou-comum) estão entre as espécies mais herbívoras, enquanto as duas espécies mais raras (o grou-da-manchúria e o grou-americano) são talvez as espécies mais carnívoras. Ao se alimentarem de plantas, os grous-da-manchúria apresentam preferência por plantas com alto teor de proteína bruta e baixo teor de fibra bruta.
Eles normalmente forrageiam mantendo a cabeça perto do chão, espetando os bicos na lama quando encontram algo comestível. Ao capturar peixes ou outras presas escorregadias, eles atacam rapidamente estendendo o pescoço para fora, um estilo de alimentação semelhante ao da garça. Embora a presa animal possa ser engolida inteira, os grous-da-manchúria com mais frequência rasgam a presa agarrando-a com o bico e sacudindo-a vigorosamente, comendo pedaços à medida que se desfazem. A maior parte do forrageamento ocorre em pastagens úmidas, campos cultivados, rios rasos ou nas margens de lagos.

### Migração
A população de grous-da-manchúria no Japão é principalmente não migratória, com a corrida em Hokkaidō movendo-se apenas 150 km para seus locais de inverno. Apenas a população do continente experimenta uma migração de longa distância. Eles deixam seus locais de invernada na primavera em fevereiro e são estabelecidos em territórios em abril. No outono, eles deixam seus territórios de reprodução em outubro e novembro, com a migração totalmente concluída em meados de dezembro.

### Sociabilidade
O tamanho dos bandos é afetado pelo pequeno número de grous-da-manchúria e, dada sua dieta amplamente carnívora, é necessária alguma dispersão alimentar em condições naturais. Os grous invernantes foram observados forrageando, variadamente, em grupos familiares, pares e sozinhos, embora todos os poleiros estejam em grupos maiores (até 80 indivíduos) com grous não relacionados. No início da primavera, os pares começam a passar mais tempo juntos, com aves não reprodutoras e juvenis se dispersando separadamente. Mesmo quando não estão nidificando, os grous-da-manchúria tendem a ser agressivos com os membros da mesma espécie e mantêm uma distância mínima de 2 a 3 m para se manter fora do alcance de outros grous enquanto empoleiram-se à noite durante o inverno. Em circunstâncias em que um grous viola esses limites, ele pode ser atacado violentamente.

### Reprodução

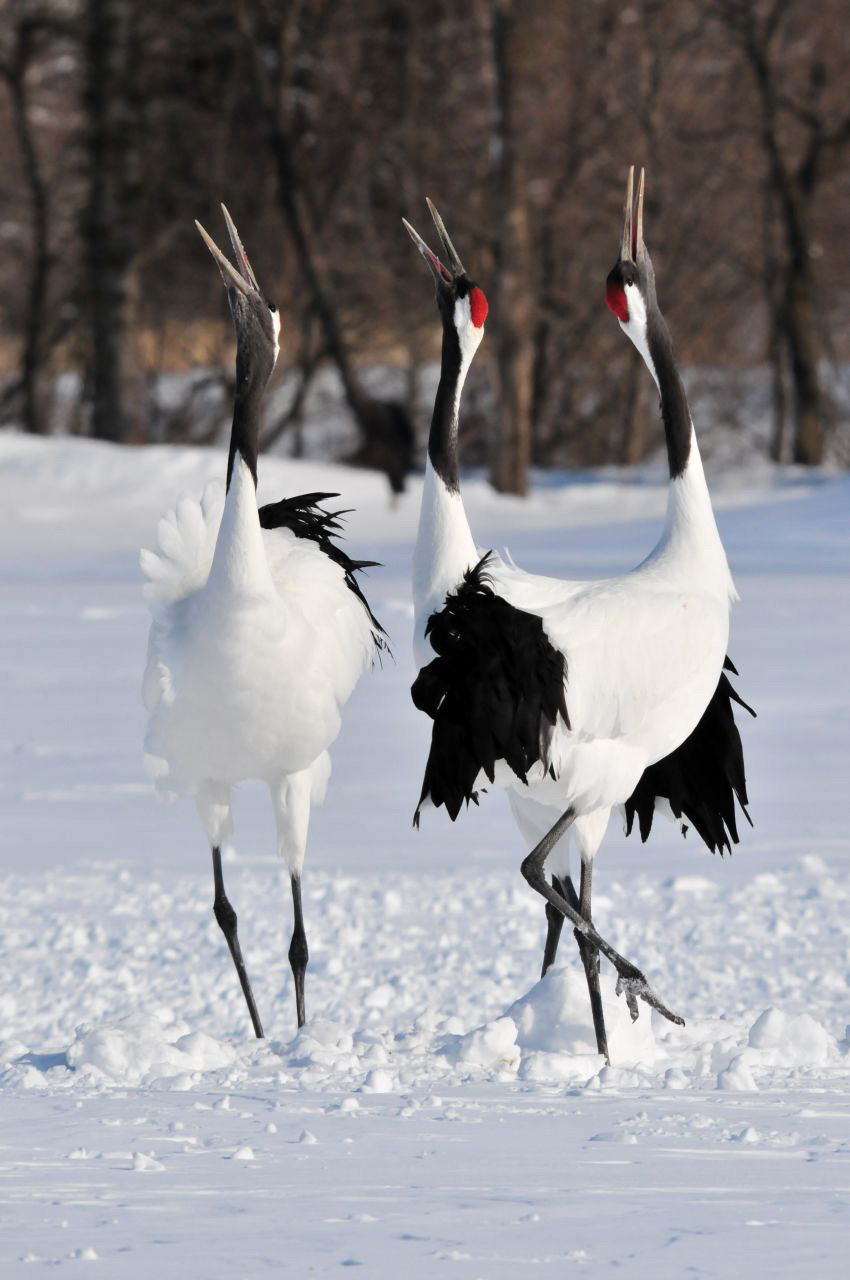
Cranes grasnando

Acredita-se que a maturidade reprodutiva seja alcançada aos 3-4 anos de idade. Todo o acasalamento e postura é amplamente restrito a abril e início de maio. Um par de grous-da-manchúria dueta em várias situações, ajudando a estabelecer a formação e a manutenção do vínculo do par, bem como a propaganda territorial e a sinalização agonística. O par se move ritmicamente até que eles estejam próximos, jogando suas cabeças para trás e soltando uma chamada de flauta em uníssono, muitas vezes fazendo com que outros pares comecem a fazer duetos também. Como ocorre durante todo o ano, as implicações sociais da dança são de significado complexo. No entanto, o comportamento de dança é geralmente pensado para mostrar excitação na espécie. Para fortalecer o vínculo, os grous-da-manchúria se envolvem em rituais duplos de buzina antes de realizar uma dança.

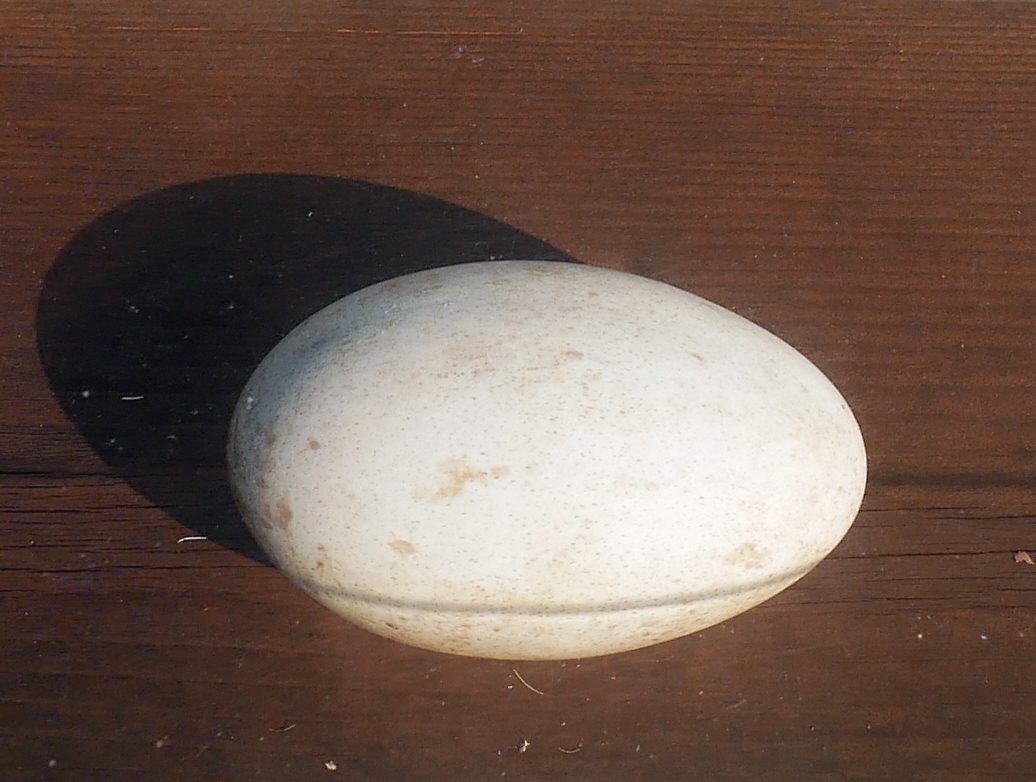
Ovo de um grou-da-manchúria

Os pares são territoriais durante a época de reprodução. Os territórios de nidificação variam de 1 a 7 km 2 e geralmente são os mesmos ano após ano. A maioria dos territórios de nidificação é caracterizada por terreno plano, acesso ao habitat de zonas úmidas e gramíneas altas. Os locais de nidificação são selecionados pelas fêmeas, mas construídos por ambos os sexos e são frequentemente em uma pequena clareira feita pelos grous, seja em solo úmido ou em águas rasas sobre águas com não mais de 20 a 50 cm de profundidade. Às vezes, os ninhos são construídos na superfície congelada da água, pois as temperaturas frias podem persistir até a época de nidificação. A construção do ninho leva cerca de uma semana. A maioria dos ninhos contém dois ovos, embora um a três tenham sido registrados. Ambos os sexos incubam os ovos por pelo menos 30 dias. Ambos também alimentam os filhotes quando eclodem. Permanecendo no ninho nas primeiras semanas, os jovens começam a seguir seus pais enquanto forrageiam nos pântanos por volta dos 3 meses de idade. Novos filhotes pesam cerca de 150 g e são cobertos de penugem amarela por duas semanas. No início do outono, cerca de 95 dias após a eclosão, os filhotes estão emplumados e voadores garantidos pelo tempo de migração. Embora possam voar bem, os filhotes de grous permanecem juntos com seus pais por cerca de 9 meses. Os grous jovens mantêm uma voz mais aguda que pode servir para distingui-los de pássaros maduros aparentemente semelhantes, este estágio durando até a licença dos cuidados parentais. A média de vida adulta é de cerca de 30 a 40 anos, com alguns espécimes vivendo até 75 anos de idade em cativeiro. É uma das espécies de ave de vida mais longa.

### Interações entre espécies

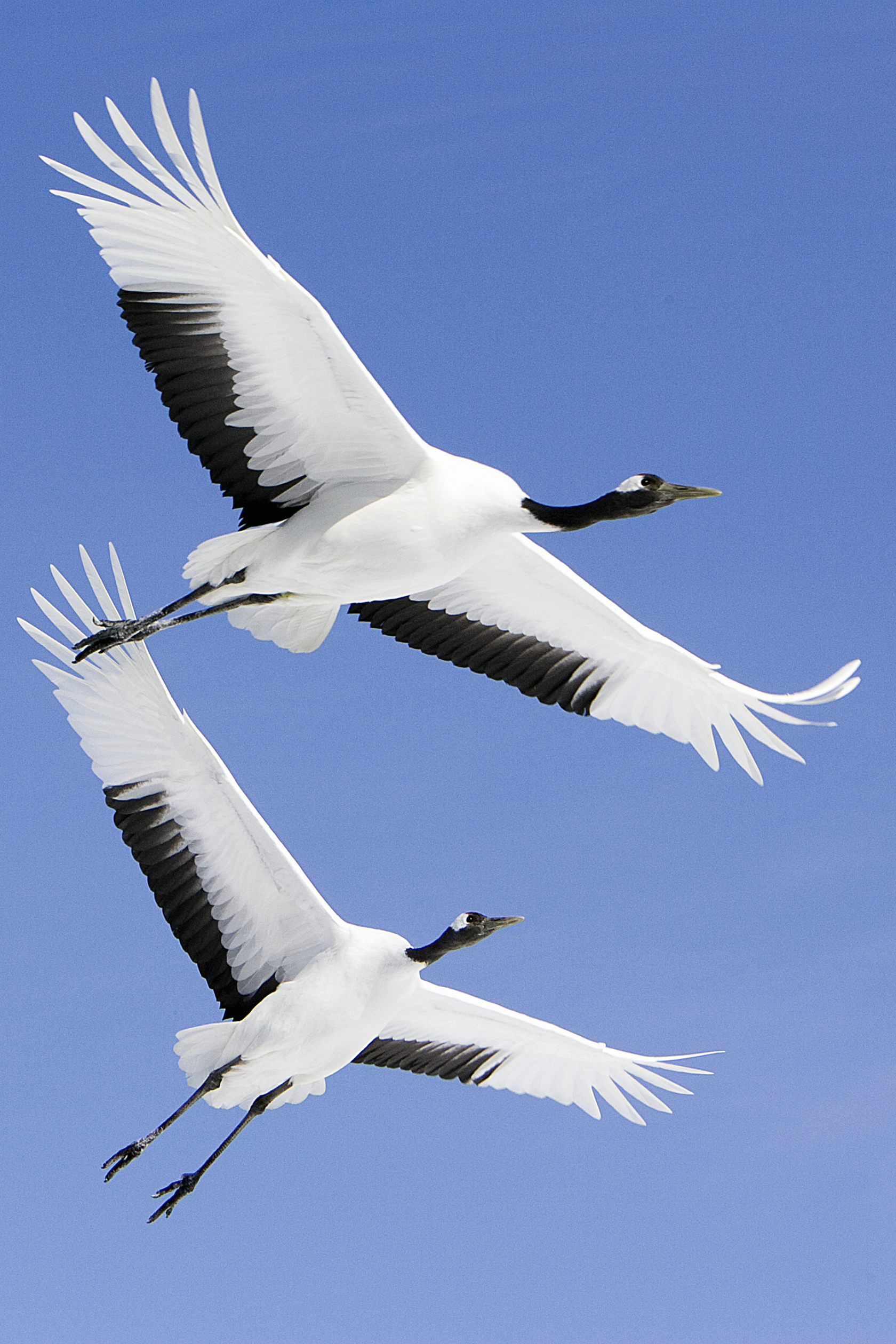
Grou-da-manchúria

O grou-da-manchúria é uma ave de grande porte e não há predadores naturais em seu território de invernada. Com sua altura média de 1,5 m, seu tamanho grande dissuade a maioria dos predadores. Como resultado, os grous-da-manchúria muitas vezes reagem com indiferença à presença de outras aves, como pequenas aves de rapina; com gaviões, falcões, corujas e, geralmente, urubus sendo autorizados a caçar pequenas presas perto de um ninho de grou sem que nenhuma dessas partes assedie uns aos outros. No entanto, os pássaros são mais propensos a serem predadores de ovos ou ninhos, como corvídeos, alguns urubus e várias águias, são tratados de forma agressiva e ameaçados até saírem do território da grua. Mamíferos carnívoros, incluindo raposas vermelhas, texugos, cães-guaxinins, martas e cães domésticos que representam uma ameaça para ovos e filhotes, são atacados imediatamente, com os grous-pais tentando espetá-los nos flancos até que os predadores deixem a vizinhança. Esses pequenos predadores não representam nenhum perigo para os filhotes na presença de adultos e são afugentados pelo grou sem dificuldade. Predadores maiores, como lobos cinzentos e cães grandes, podem ser repelidos por pares de grous agressivos.
Ocasionalmente, ocorrem perdas no ninho para alguns dos predadores acima. O vison americano introduzido em Hokkaido é um dos predadores mais bem-sucedidos de ovos e filhotes. Além disso, subadultos imaturos e imprudentes ou até mesmo grous adultos podem ser emboscados mortos por raposas-vermelhas no Japão e gatos-leopardos na Coreia do Sul, embora sejam relatos raros, especialmente com adultos. Mais frequentemente, essas aves podem se defender facilmente usando o bico afiado ou simplesmente voar para longe do perigo.
Os [[Antigone vipio] menores costumam nidificar perto de grous-da-manchúria, mas a competição entre essas espécies por comida em uma área de nidificação comum é diminuída devido à maior porção de vegetação na dieta do Antigone vipio. Nos casos em que as interações se tornam agressivas entre o Antigone vipio e o grou-da-manchúria, os grous-da-manchúria são dominantes, como esperado devido ao seu tamanho consideravelmente maior. Conforme relatado por pesquisadores que tentam prender ou examinar os grous ou seus ninhos, esta espécie poderosa é considerada levemente perigosa e propensa a responder rapidamente com considerável agressão a ser abordada ou manuseada por humanos e é capaz de infligir ferimentos dolorosos usando tanto seus chutes pés e bico em forma de adaga.

## Alcance e habitat

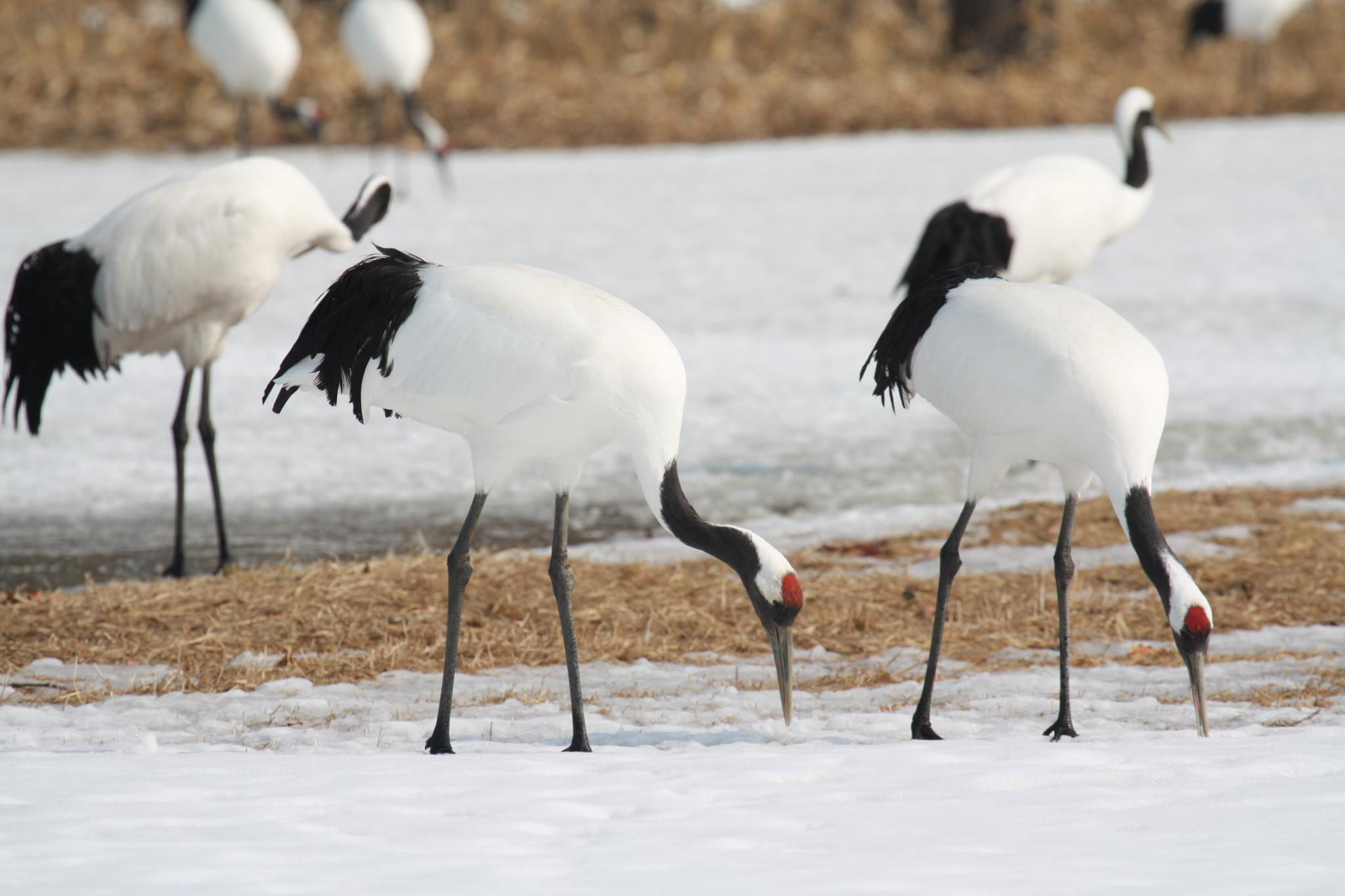
Na neve em Hokkaido, Japão

Na primavera e no verão, as populações migratórias do grou-da-manchúria se reproduzem na Sibéria (leste da Rússia), nordeste da China e ocasionalmente no nordeste da Mongólia (ou seja, Área Estritamente Protegida de Mongol Daguur). A área de reprodução se concentra no Lago Khanka, na fronteira da China e da Rússia. Normalmente, o grou põe dois ovos, com apenas um sobrevivente. Mais tarde, no outono, eles migram em bandos para a Península Coreana e centro-leste da China para passar o inverno. Vagantes também foram registrados em Taiwan. Além das populações migratórias, uma população residente é encontrada no leste de Hokkaido, no Japão. Esta espécie nidifica em zonas úmidas, pântanos e rios. Na faixa de invernada, seu habitat é composto principalmente por arrozais, planícies de maré gramíneas e lodaçais. Nas planícies, as aves se alimentam de invertebrados aquáticos e, em condições frias e nevadas, as aves passam a viver principalmente de respigas de arroz dos arrozais.

## Status
A população de grous-da-manchúria é dividida em uma população continental migratória na Coreia, China, Mongólia e Rússia, e uma população japonesa residente em Hokkaido. A população total estimada da espécie é de apenas 1830 na natureza, incluindo cerca de 950 aves na população japonesa residente. Das populações migratórias, cerca de 400-500 invernam na China (principalmente no delta do Rio Amarelo e Yancheng Coastal Wetlands), e os restantes 1000-1050 invernam na Coreia. Recebeu o status de ameaçada em 2 de junho de 1970.
O National Aviary em Pittsburgh, Pensilvânia, executou um programa onde os zoológicos dos EUA doaram ovos que foram levados para a Rússia e criados na Reserva Natural de Khinganski e liberados na natureza. Este programa enviou 150 ovos entre 1995 e 2005. O programa foi suspenso para se concentrar em diferentes programas de conservação de grous na Rússia, como educação e combate a incêndios. Várias centenas de grous-da-manchúria são mantidos em zoológicos ao redor do mundo. Certamente, os esforços internacionais da Rússia, China, Japão e Coreia são necessários para evitar a extinção da espécie. A ameaça mais premente é a destruição do habitat, com uma falta geral de habitats de zonas úmidas intocadas para as espécies nidificarem. No Japão, resta pouco habitat adequado de nidificação e a população reprodutora local está próxima do ponto de saturação.
Na Coreia do Sul, foi designado monumento natural 202 e uma espécie ameaçada de primeira classe.

## Cultura

### China
Na China, o grou-da-manchúria é frequentemente apresentado em mitos e lendas. No taoísmo, o grou-da-manchúria é um símbolo de longevidade e imortalidade. Na arte e na literatura, os imortais são frequentemente retratados montando em grous. Um mortal que alcança a imortalidade é igualmente carregado por um grou. Refletindo essa associação, os grous-da-manchúria são chamados de xian he (Chinês tradicional: 仙鶴; Chinês simplificado: 仙鹤; pinyin: xiānhè; literalmente: "grou-fada" ou "grou dos imortais""). O grou-da-manchúria também é um símbolo de nobreza. Representações de grous foram encontradas em túmulos da Dinastia Shang e da Dinastia Zhou em equipamentos cerimoniais em bronze. Um tema comum na arte chinesa posterior é o estudioso recluso que cultiva bambu e cuisa grous. Alguns literatos até criaram grous e os treinaram para dançar ao som da música guqin.
As dinastias Ming e Qing dotaram o grou-da-manchúria com a conotação cultural de lealdade, retidão e moralidade nobre. O grou-da-manchúria é bordado nas roupas de um funcionário público. Ele está listado como um símbolo importante ao lado apenas do Loong e Fenghuang usado pela família real. Portanto, as pessoas também consideram o grou como um símbolo de um alto funcionário.
A imagem do grou-da-manchúria geralmente aparece em relíquias culturais chinesas e obras de arte.

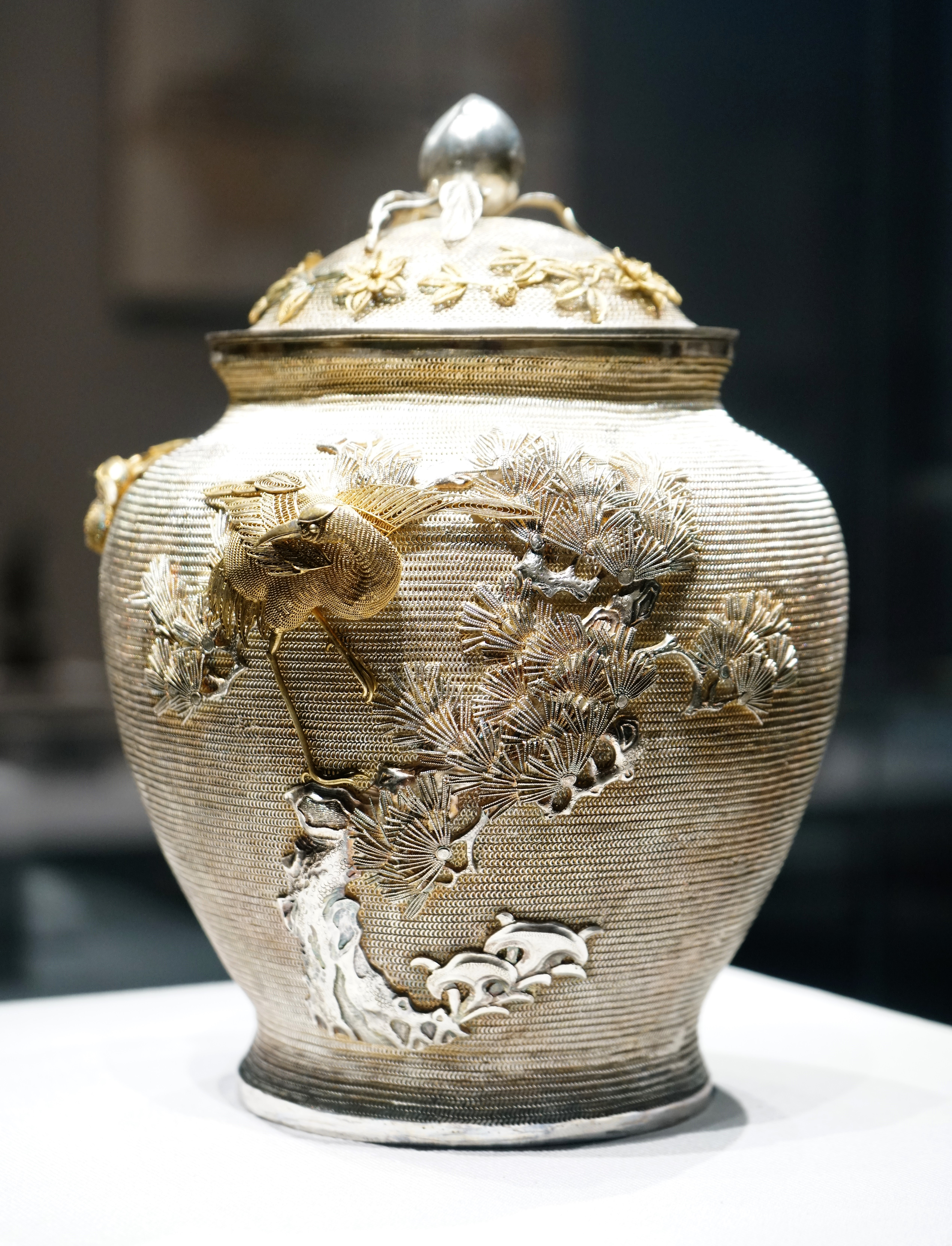
Jarro coberto de seda prateada com padrão de grou de pinho

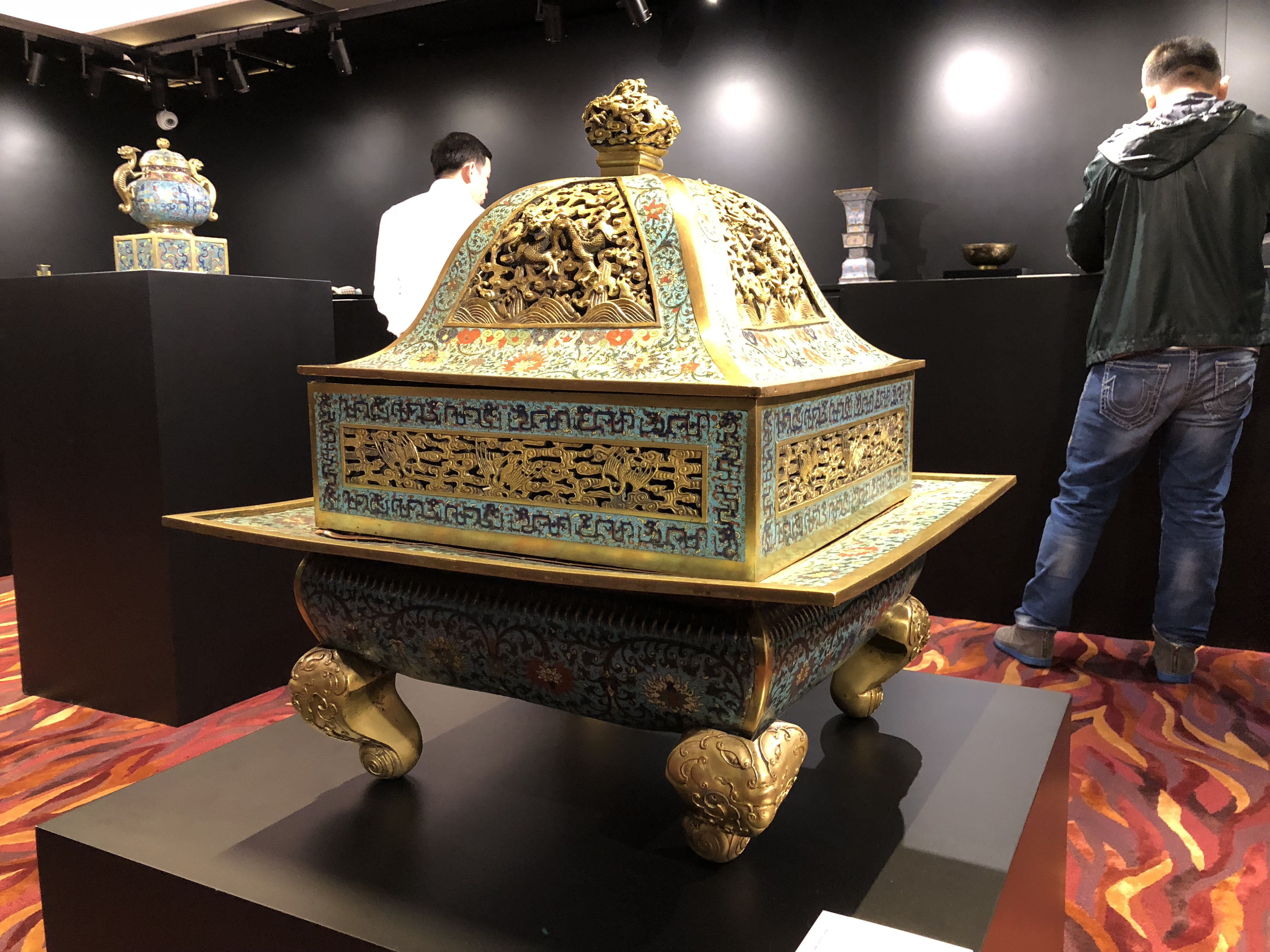
Forno de fumigação em padrão de lótus de grou de nuvem

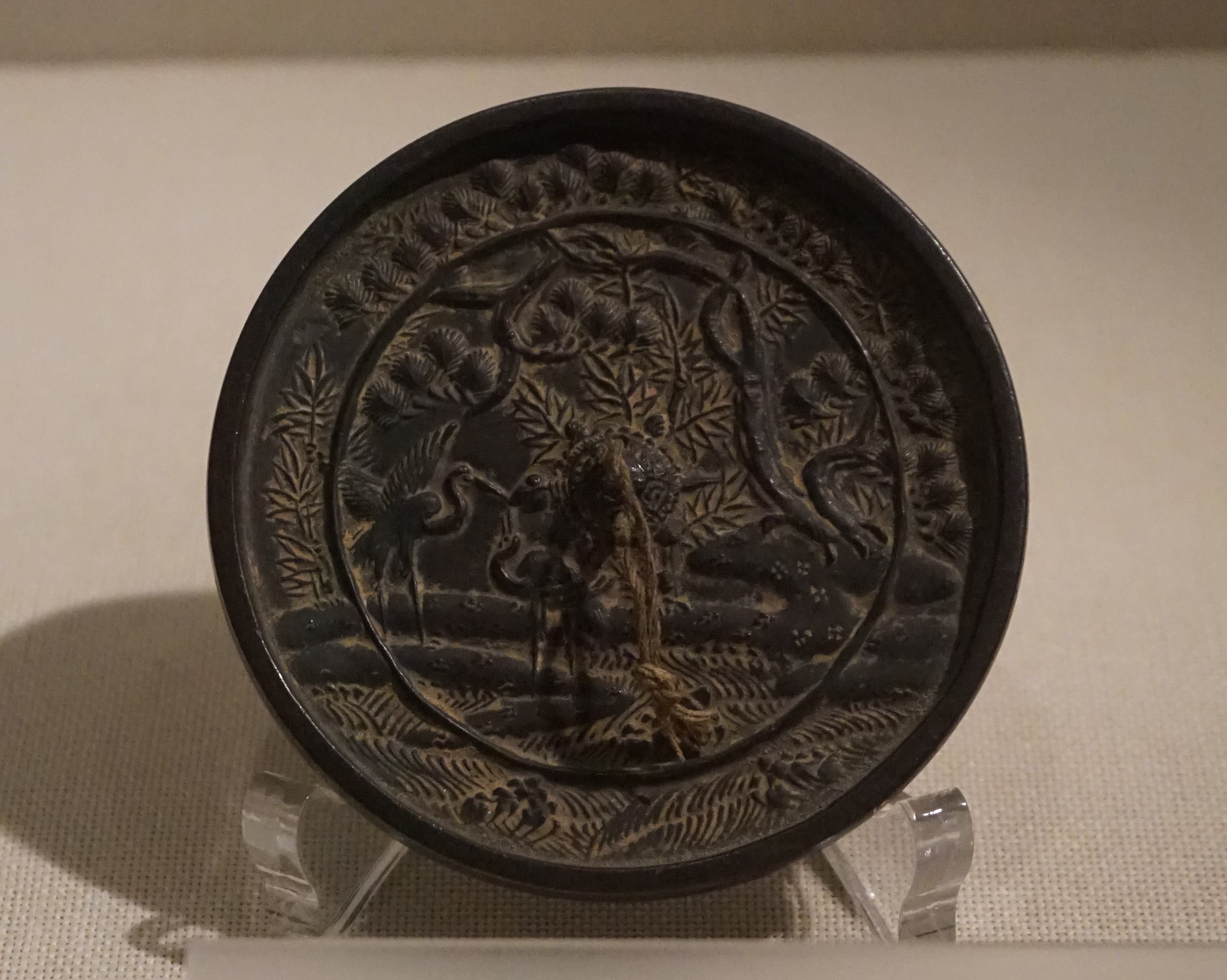
Espelho de bronze com padrão de pinho e grou

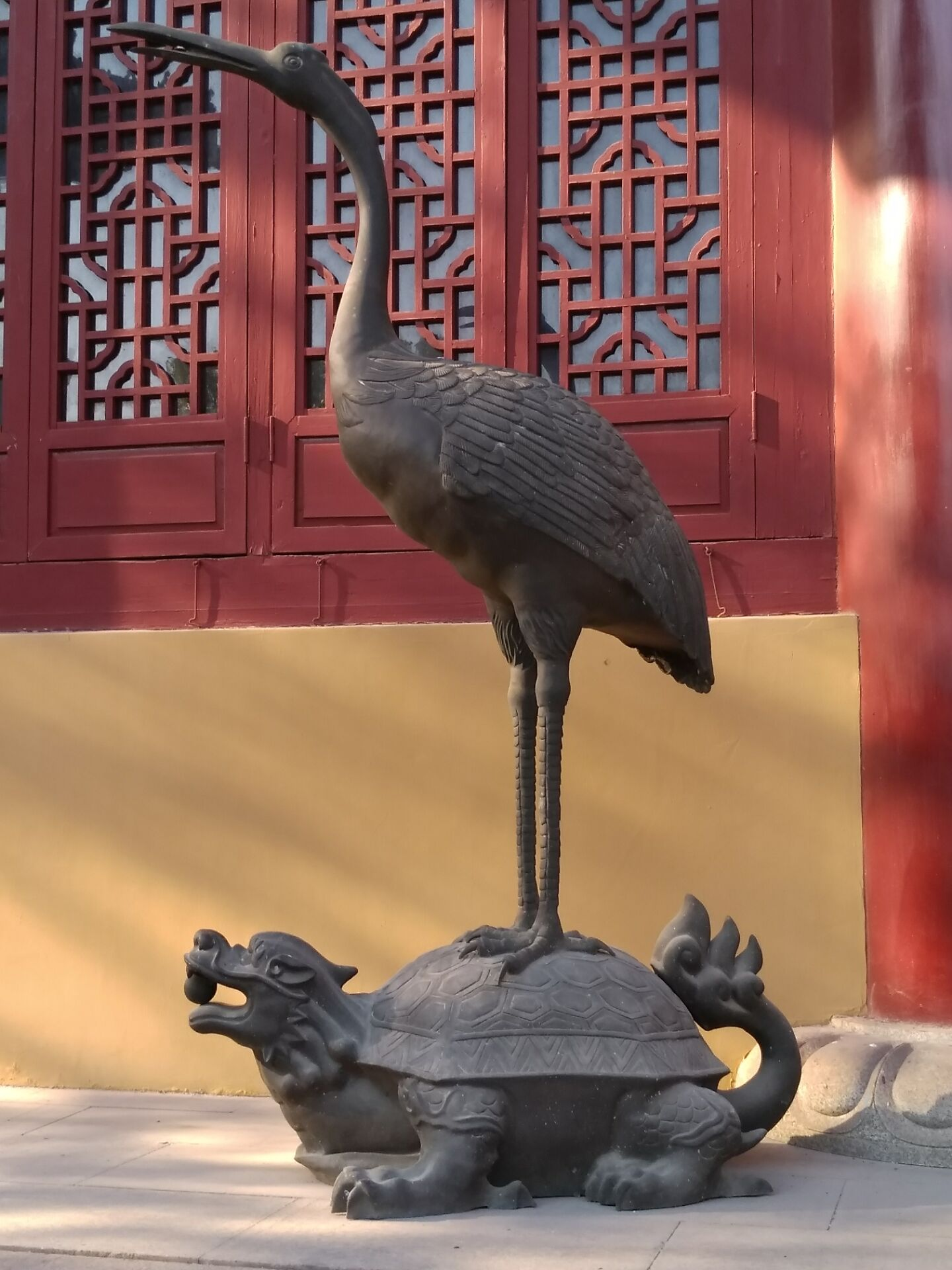
Esculturas de bronze de tartaruga e grou no Palácio Wanshou de Nanchang

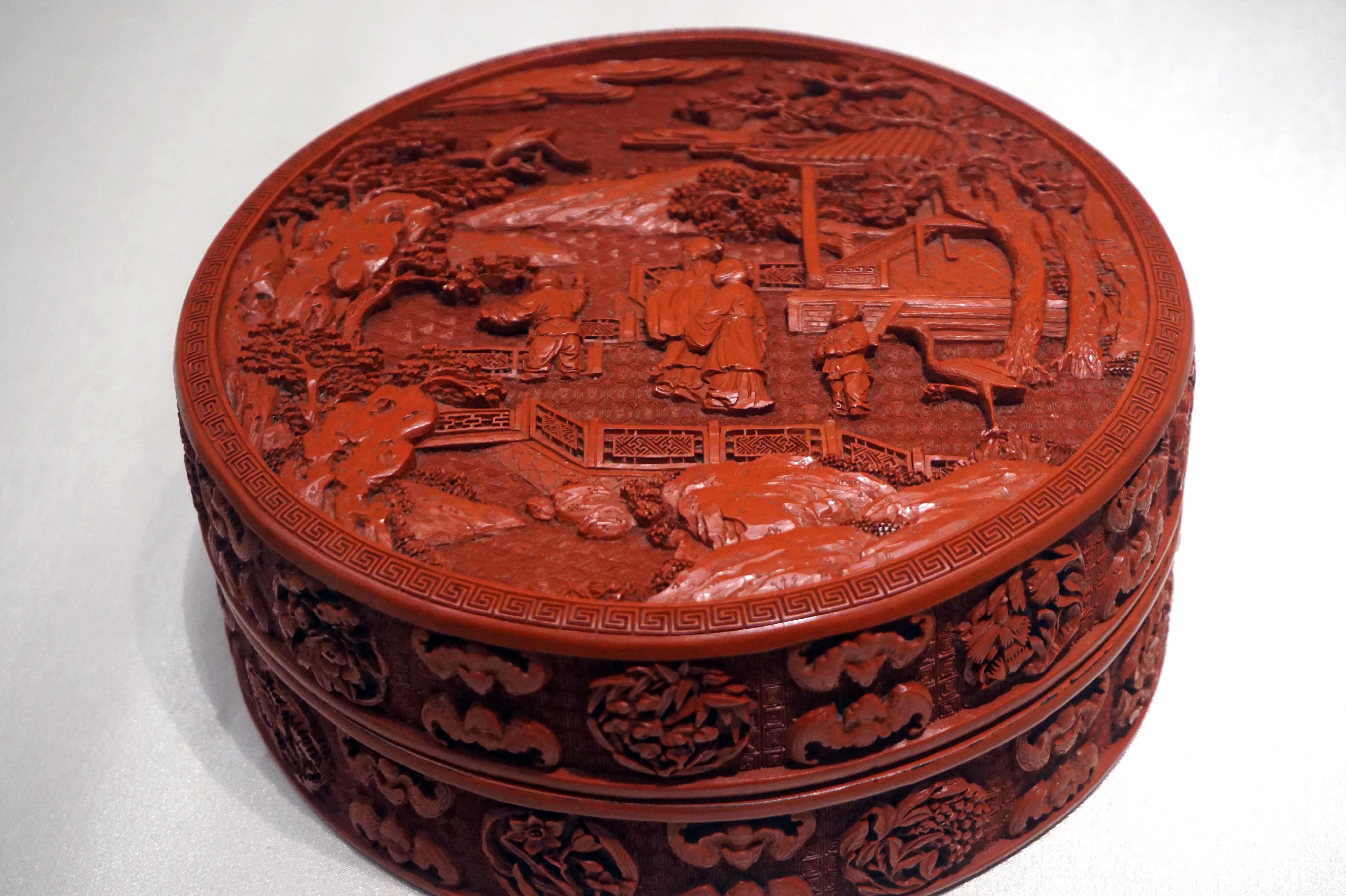
Uma caixa do tesouro da imagem de grou no período Qianlong da Dinastia Qing

Devido à sua importância na cultura chinesa, o grou-da-manchúria foi selecionado pelo Departamento Florestal Nacional da República Popular da China como candidato ao título de animal nacional da China. Esta decisão foi adiada devido à tradução do nome en latim do grou-da-manchúria como "grou japonês".
O Kerry/Kuok Group de Robert Kuok também usa o grou-da-manchúria como seu logotipo para operações em Hong Kong, Singapura, República Popular da China e no exterior.

### Japão

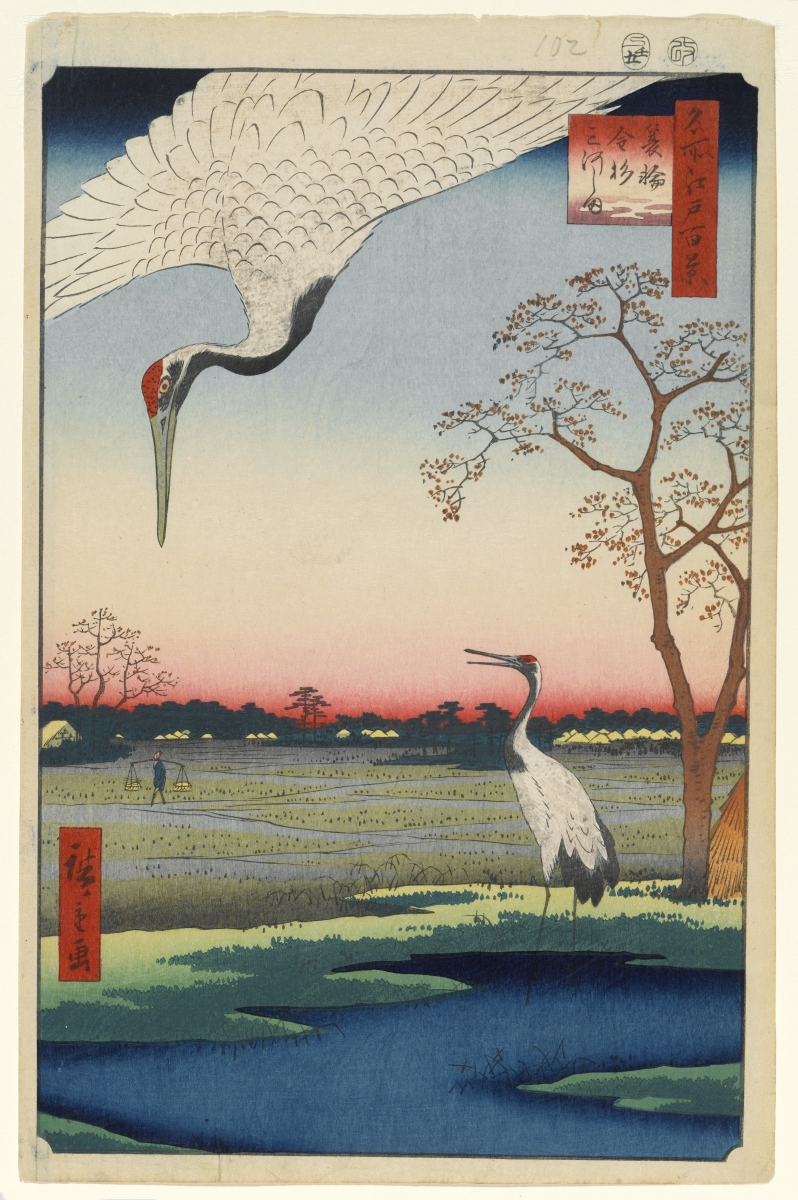
Cem vistas de Edo, Hiroshige de 1857

No Japão, esse grou é conhecido como tanchō ou tanchōzuru (丹頂, タンチョウ), ou pode ser referido como tsuru (鶴 ou ツル), apesar da palavra signicar grous em geral, e diz-se que vive por 1000 anos. Um par de grous-da-manchúria foi usado no projeto para a nota de 1000 ienes de Série D (verso). Na língua ainu, o grou-da-manchúria é conhecido como sarurun kamuy ou "kamuy do pântano". Em Tsurui, eles são uma das 100 paisagens sonoras do Japão . Dizem que os grous concedem favores em troca de atos de sacrifício, como em tsuru no ongaeshi ("retorno de um favor do grou").
Dada a sua reputação, Jerry Huff, um especialista em branding americano, recomendou-o como o logotipo internacional da Japan Airlines, depois de ver uma representação dele em uma galeria de escudos de samurai. Huff escreveu: "Eu tinha fé que era o símbolo perfeito para a Japan Airlines. Descobri que o mito do grou era totalmente positivo - eles acasalam para toda a vida (lealdade) e voam alto por quilômetros sem se cansarem (força)".

### Coreia

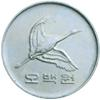
Grou esculpido em uma moeda de 500 won da Coreia do Sul

Na Coreia, o grou-da-manchúria é chamado durumi (두루미) ou hak (학) e é considerado um símbolo de longevidade, pureza e paz. Os seonbis coreanos consideravam o pássaro como um ícone de sua constância. O grou-da-manchúria é representado na moeda sul-coreana de 500 won e é o símbolo do Incheon.

## A lenda dos mil tsurus
Uma antiga lenda japonesa diz que se dobrarmos mil origamis de tsurus, um para cada ano de vida da ave na mitologia japonesa, os deuses realizarão nosso mais profundo desejo. Por esse motivo, os mil tsurus são dobrados com as mais variadas intenções que vão desde a vitória do seu time preferido até a cura para alguma doença.
A Lenda dos Mil Tsurus se popularizou através da história de Sadako Sasaki, que aos dois anos de idade foi exposta à radiação da bomba atômica que dizimou a cidade de Hiroshima durante a Segunda Guerra Mundial. Por conta desta exposição, Sadako desenvolveu leucemia e passou um bom tempo internada no Hospital da Cruz Vermelha. Foi lá que ela conheceu a lenda do Senbazuru e traçou o desafio de dobrar os mil tsurus não somente para o seu restabelecimento, mas também para todas as vítimas da guerra e pela Paz Mundial. Algumas fontes afirmam que apesar de sua determinação, a menina faleceu antes de completar os mil tsurus, mas, de acordo com o irmão mais velho de Sadako, Masahiro Sasaki, ela ultrapassou sua meta e chegou a dobrar 1.400 origamis.
Depois de sua morte, seus colegas da escola se mobilizaram e conseguiram financiamento para construir um memorial a ela e para todas as crianças que morreram pelos efeitos da bomba atômica. No Parque Memorial da Paz em Hiroshima e no Parque da Paz de Seattle é possível encontrar uma estátua de Sadako que se tornou símbolo do impacto da guerra nuclear.